# Alxasaurus elesitaiensis

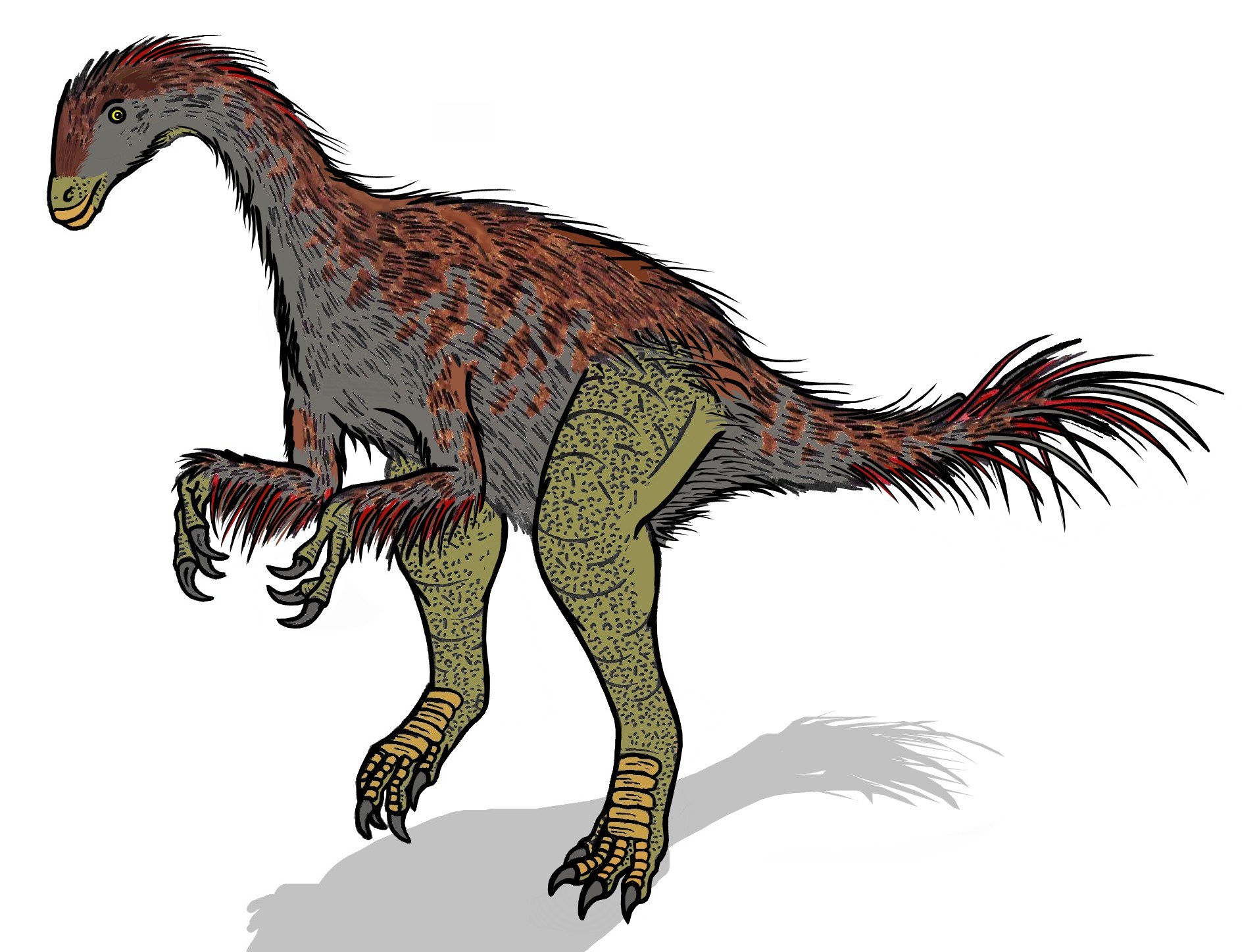
Ricostruzione di Alxasaurus

L'Alxasaurus elesitaiensis era un dinosauro della superfamiglia dei terizinosauri.

## Etimologia

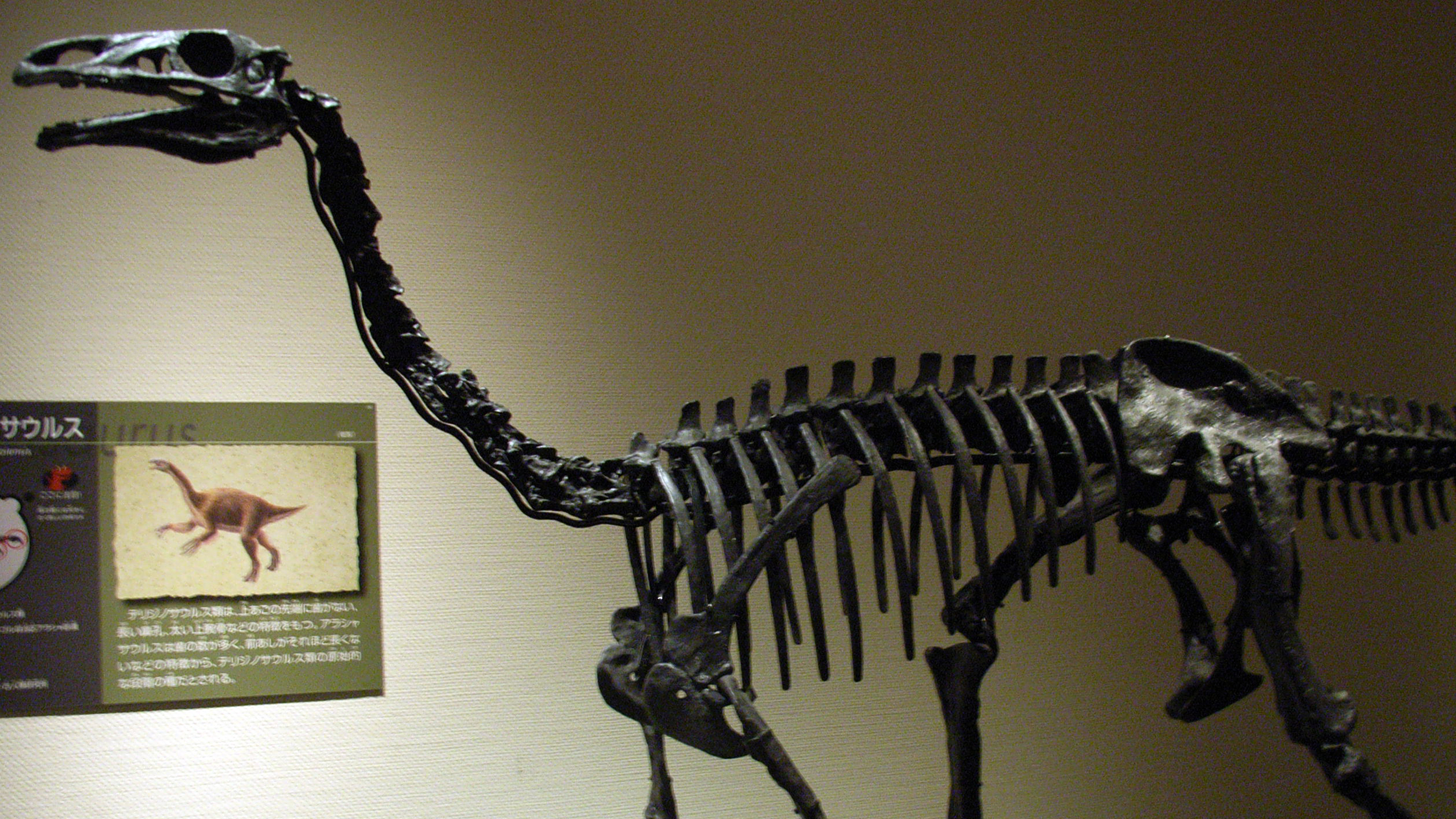
Scheletro di Alxasaurus in vista laterale

Il nome Alxasaurus viene nome del deserto dell'Alxa, situato nella Mongolia Interna, conosciuto anche come "deserto di Alshan", e dalla parola greca sauros. Alxa (o Alashan) è anche il nome dell'omonima lega della Mongolia Interna (Nei Mongol Zizhiqu), in Cina.
L'A. elesitaiensis prende il nome da Elesitai, il villaggio di questa regione vicino al quale furono trovati i resti fossili di un esponente di questa specie.

## Descrizione

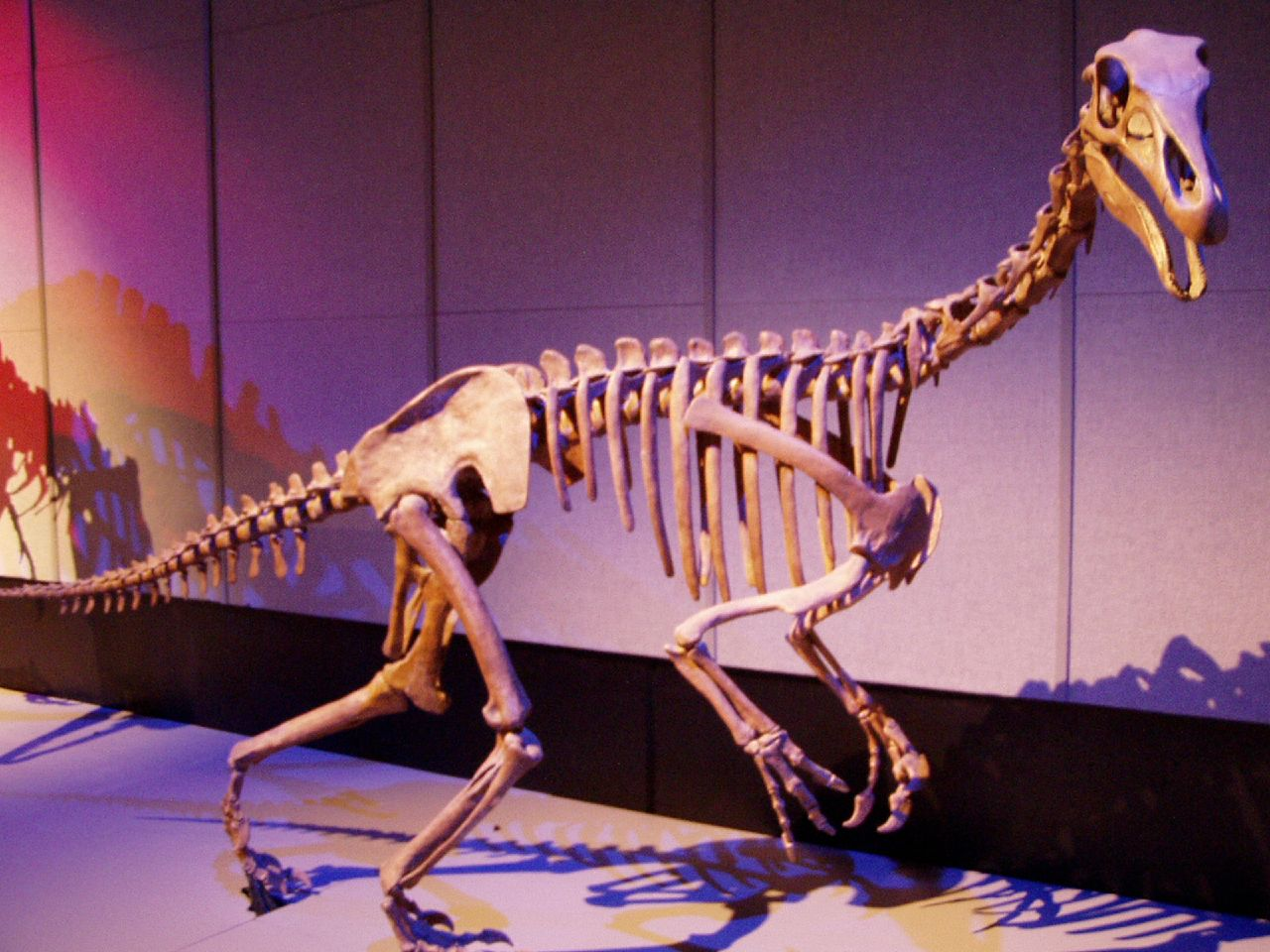
Scheletro di Alxasaurus

Alxasaurus elesitaiensis era lungo circa 4 m, presentava una coda corta e tozza e aveva corpo grande e massiccio, con zampe posteriori corte e piedi muniti di quattro dita artigliate. Il collo è relativamente lungo e regge una piccola testa munita di becco.
Le caratteristiche più rilevante sono gli arti anteriori, aventi mani a tre dita, ognuna delle quali termina in un lungo artiglio appuntito (che poteva essere lungo 40-50 cm).
Molto probabilmente Alxasaurus era ricoperto completamente o almeno in parte di piume, o di simili strutture più primitive. Quest'ipotesi è resa probabile dal fatto che sono conosciuti Therizinosauroidea con tracce di piumaggio (come Beipiaosaurus, Erliansaurus e Jianchangosaurus) i cui resti conservano tracce di elementi simili a peli o piume.

## Comportamento
Poco si può ipotizzare sull'ecologia ed etologia di questi animali. La loro struttura fisica non ricorda nessun animale odierno, tant'è vero che i primi resti di un terizinosauride furono considerati appartenere a più specie di dinosauri completamente diversi tra loro (fu proprio il rinvenimento di Alxasaurus a svelare l'aspetto di questi animali).
È comunque verosimile che Alxasaurus vivesse in mandrie, nutrendosi di vegetali (forse portava alla bocca le fronde più alte degli alberi usando le lunghe braccia). L'habitat preferito doveva essere la foresta, poiché era il luogo migliore dove trovare sostentamento per una mandria di questi enormi animali.
Alcuni studi dimostrano che gli artigli anteriori erano troppo deboli per essere utilizzati come vero e proprio strumento di difesa contro i carnivori. Più probabilmente essi venivano utilizzati solo per intimorire il nemico, magari supportati anche da lunghe penne vivacemente colorate poste sulle braccia.
Per quanto riguarda la postura, si ritiene che Alxasaurus camminasse poggiando le nocche al suolo quando era a riposo, e che si alzasse sulle zampe posteriori per difendersi e nutrirsi, nonché durante il corteggiamento.